# Phyllodactylus palmeus
Espèce
Phyllodactylus palmeus est une espèce de geckos de la famille des Phyllodactylidae.

## Répartition
Cette espèce est endémique du Honduras. Elle se rencontre sur les îles de la Baie et sur l'île de Cayos Cochinos.

## Publication originale
- Dixon, 1968 : A new species of gecko (Sauna: Gekkonidae) from the Bay Islands, Honduras. Proceedings of the Biological Society of Washington, vol. 81, p. 419-426 (texte intégral).